# Peer (Band)
Peer ist eine deutsche Band aus Berlin, die 2007 gegründet wurde. Ihre Musik ist deutschsprachiger Indie-Rock mit Einflüssen von Folk und auch klassischer Singer-Songwriter-Musik.

## Geschichte
Kopf der Band ist der Musiker und Journalist Peer Göbel. Als Journalist machte er mit seinem Musik-Video-Blog undertube.tv von sich reden, das 2008 für einen Grimme Online Award nominiert war. Als Sänger ist Göbel seit 2000 Mitglied der Band Le Mobilé. 2005 und 2007 veröffentlichte er zwei Soloalben mit selbstgeschriebenen Liedern unter dem Namen Peer.
Im Dezember 2007 schloss er sich mit vier anderen Musikern unter diesem Namen zu einem Bandprojekt zusammen. Die weiteren Mitglieder, Martin „Marv“ Thomas (Schlagzeug), Philipp Guhr (Klavier), Daniel von Fromberg (Gitarre) und Karsten Dauwe (Bass), sind ebenfalls etablierte Musiker und stammen aus verschiedenen Berliner Bands, Marv Thomas beispielsweise war zuvor bei Hund am Strand. Im Juni 2009 verließ Karsten Dauwe die Band und wurde durch Thomas Heinrich ersetzt.
Peer tourten 2009 und 2010 unter anderem mit ClickClickDecker und Ja, Panik und spielten einige ausgewählte Konzerte und Festivals in Deutschland.
Daneben machten sie gemeinsame Aufnahmen für eine Albumveröffentlichung. Die erste Single „Schutzraum“ erschien am 20. August 2010 beim Label Sitzer Records/Broken Silence, das Debütalbum „Wir sind Peer“ folgte am 15. Oktober 2010. Es ist die erste Produzentenarbeit von Björn Sonnenberg und Jan Niklas Jansen, Mitgliedern von Locas in Love und Karpatenhund.
Die Aufnahmen zum neuen Album wurden in zwei Sessions live im Proberaum der Band eingespielt; produziert und gemixt von Sven van Thom.
Im Herbst 2013 startete die Band eine Crowdfunding-Aktion bei Startnext, deren erfolgreicher Ausgang die Produktion des Albums auch auf Vinyl ermöglichte. Als VÖ Termin für das neue Album wird aktuell der 2. Mai 2014 kommuniziert.

## Diskografie

### Alben
- Wir sind Peer (2010)
- Galaktika (2014)

### Singles und EPs
- Schutzraum (2010)
- Krise (2010)
- Gar nicht so leicht (2023)
- Container EP (2023)
- Party With Me feat. Micah Gilbert und Van Vegas Culberson (2025)
- Party With Me (2025)